# یوری گلر
یوری گلر (عبری: אורי גלר‎؛ زادهٔ ۲۰ دسامبر ۱۹۴۶) فرا-روان‌بین و شعبده‌باز اهل اسرائیل است.